# FreeShop
freeShop（フリーショップ）は、ニンテンドー3DS用Homebrewソフト。事前購入が無くとも、ニンテンドーeショップのサーバーから任意のソフトをダウンロード可能とした。2016年4月に初めて公開されたが、2016年12月下旬のデジタルミレニアム著作権法に基づく削除通知を受け、GitHubから削除された。

## 沿革
freeShopは、ネット上ではTheCruelとして知られるトーマス・エドヴァルソンによって2016年に開発された。ユーザーの投稿した「証明書」のデータベースを利用して、任天堂のサーバーからダウンロードしたソフトを復号し、認証無しでの利用を可能としていた。
2016年12月27日、任天堂が「https://github.com/Cruel/freeShop/releases で提供されているfreeShopアプリケーションは、デジタルミレニアム著作権法に違反して任天堂の技術的保護手段を回避しているため、任天堂の著作権を侵害している」として削除を求め、同法に基づく削除通知を発したため、GitHubから削除された。
GitHubからの削除後、freeShopは他の手段で配布され、任天堂のサーバーから直接流出したニンテンドー3DSのソフトの海賊版が続出した。2018年、任天堂はニンテンドー3DSのソフトのダウンロードに認証を求めるようになり、freeShopや類似のツールを用いてのダウンロードは不可能となった。